# Амос, Валери
Валери Энн Амос, баронесса Амос (англ. Valerie Ann Amos, Baroness Amos; род. 13 марта 1954) — британский политик. За свою карьеру Амос занимала такие государственные должности, как заместитель Генерального секретаря ООН по гуманитарным вопросам, Верховный комиссар Великобритании в Австралии, а также после присвоения ей звания пожизненного пэра в 1997 году была лидером Палаты лордов и Лордом-председателем Совета.